# Undisputed III: Redemption
Undisputed III: Redemption è un film del 2010, diretto da Isaac Florentine, terzo capitolo della saga Undisputed.

## Trama
Il film riprende alcuni anni dopo la lotta tra Yuri Boyka e George "Iceman" Chambers.
Nel carcere è in corso un torneo per selezionare il miglior combattente per inviarlo a un torneo mondiale, il PSC, che avrà come premio la libertà del vincitore.
Il più forte combattente del carcere è Vladimir Sykov, brutale e senza scrupoli (non si fa problemi a spezzare il braccio a un avversario).
Boyka è ormai ridotto all'ombra di quello che era, con il ginocchio che non gli dà pace. Il suo compito è pulire i corridoi e i bagni. L'unico conforto è la preghiera, in segreto però cerca di allenare il ginocchio danneggiato. Gaga, ricordandogli di aver guadagnato molto grazie a lui, vuole rendergli il favore trasferendolo in una cella migliore e dandogli un incarico in biblioteca, ma Boyka rifiuta dicendogli che se veramente vuole aiutarlo, deve permettergli di tornare a combattere. Gaga gli risponde che col ginocchio malmesso sarebbe impossibile affrontare Sykov, e gli nega questa possibilità, credendo che Boyka voglia battersi per farsi uccidere e uscire di scena da combattente.
Dopo la finale del torneo del carcere, vinta con facilità da Sykov, Boyka si presenta dal ring e lo sfida. Gaga crede ancora che voglia farsi uccidere apposta, ma gli concede questa possibilità: sorprendentemente Boyka sale sul ring e sconfigge il campione in carica con una surreale facilità.
Gaga, convinto delle potenzialità di Boyka, lo fa trasferire nel carcere dove si tiene il PSC, e messo insieme agli altri combattenti, tra cui Turbo, pugile statunitense presuntuoso e strafottente, un brasiliano, un colombiano, un nord-coreano, un croato, un greco ed un francese. È però evidente che uno dei combattenti è "favorito" dai carcerieri: il colombiano Dolor. Ciò è evidente in quanto tutti i combattenti del torneo, a eccezione di Dolor, vengono messi ai lavori forzati.
Nella prima fase di incontri l'americano, pupillo del mafioso Farnatti, mostra la sua abilità nella boxe "sporca" sconfiggendo il suo avversario croato. Il combattente di capoeria, brasiliano, sconfigge il suo avversario greco. Boyka si mostra in gran spolvero, travolgendo il francese con una tecnica, una velocità e una grinta incredibili. Nell'ultimo incontro combattono Dolor e un coreano. Il colombiano umilia l'avversario, quasi non considerandolo, e massacrandolo con una velocità e una tecnica che lasciano stupiti gli altri tre vincitori.
Al termine degli incontri i perdenti vengono portati in uno spiazzo e fucilati, quasi a voler suggerire che il torneo sia "segreto".
Durante il lavoro, Boyka mal sopporta le frecciatine dell'americano e ne viene fuori una rissa. Vengono entrambi portati in celle strettissime e piene di topi. Boyka lamenta dolore al ginocchio, invece Turbo ha un crollo psicologico per l'impossibilità di defecare e la difficoltà di respirare in quello spazio angusto. In piena crisi chiede il nome a Boyka per imbastire un discorso, ma il russo lo manda al diavolo, poco abituato a persone troppo loquaci qual è l'americano. Intanto Gaga e Farnatti, dopo aver saputo che i loro pupilli sono costretti ai lavori forzati, affrontano il mafioso che ha organizzato il torneo, ma questo li convince a puntare tutto su Dolor, e a tradire i loro protetti.
Mentre l'americano, il russo e il brasiliano sono di nuovo costretti ai lavori forzati, al colombiano è permesso allenarsi con gli sparring partner, e gli vengono date delle sostanze dopanti. Boyka e Turbo intanto riescono a trovare il modo di allenarsi nonostante il tipo di lavoro a cui sono sottoposti, che di norma dovrebbe indebolire il fisico.
Il mafioso che ha organizzato il torneo è preoccupato: Boyka, pur con difficoltà, sconfigge il brasiliano, mettendo in mostra di nuovo la sua grande determinazione e la sua notevole abilità. Temendo per Dolor, il mafioso manda i carcerieri a pestare Turbo, il suo prossimo sfidante. Boyka, vedendo il pugile ferito, capisce la situazione e (anche grazie alla testimonianza di un anziano prigioniero, che gli spiega del "trattamento" riservato ai combattenti sconfitti) lo fa fuggire distraendo le guardie. Per punizione viene rinchiuso in una cella, dove viene raggiunto da Gaga: questi, ormai rassegnato, ha scommesso contro di lui perché con il ginocchio malandato (che nell'incontro col brasiliano è già stato di nuovo messo a dura prova) non ha alcuna speranza di vincere.
Nell'incontro finale si affrontano quindi il russo e il colombiano. A causa della velocità di Dolor, Boyka viene massacrato di calci al volto ed al ginocchio malandato e viene scaraventato fuori dal ring. Mentre è a terra però il russo vede uno spazzolone uguale a quelli che usava lui per lavare i bagni e, ricordando da dove è venuto, arrotola il panno attorno al ginocchio malandato, fingendo di tenerlo fermo a causa di una frattura. Si rialza, risale sul ring e con una serie di colpi improvvisi comincia a martellare Dolor. Questi, vedendosi ormai sconfitto, in preda alla disperazione tira un calcio contro il ginocchio malato di Boyka: l'urto è violentissimo ma è la gamba del colombiano a spezzarsi, mettendo fine all'incontro.
Farnatti, avendo perso tutto con la scommessa sul colombiano, perde la testa e uccide il capo dei mafiosi, ma viene ucciso dal capo dei carcerieri, che poi, pur complimentandosi con Boyka, lo ammonisce che la regola del torneo è che un solo guerriero avrebbe avuto la libertà, quindi lo porta in carcere facendo intuire che il guerriero libero è l'americano scappato. Viene poi portato sullo spiazzo "delle esecuzioni" per giustiziarlo, ma giunge in tempo Turbo che uccide i secondini e lo fa salire sulla macchina di Gaga che aspettava poco distante. Questi gli regala una valigia piena di soldi e gli racconta la verità: aveva creduto fin dall'inizio delle potenzialità del suo pupillo, ribadendogli che è uno dei più forti lottatori del mondo con o senza un ginocchio malandato, ma per spingerlo a dare il meglio di sé (Boyka combatte meglio quando è arrabbiato) aveva finto di averlo tradito.           Boyka scende dalla macchina, e rivela a Turbo il suo nome che fin dall'inizio del film aveva taciuto, perché ormai l'americano merita il suo rispetto. L'altro rivela il suo: Jericho, ignorando che per Boyka questo è un nome pieno di significati, data la sua fede. Il film termina con Boyka, ormai libero e ricco, che finalmente sorride.

## Cambiamenti
I primi 3 film della saga di Undisputed hanno come protagonista l'antagonista del precedente episodio. Così "Iceman" Chambers da "cattivo" di Undisputed assume i connotati di figura positiva nel secondo film della trilogia, allo stesso modo Yuri Boyka indossa panni decisamente più umani quale protagonista del terzo capitolo.